# Liar/Doing All Right
Liar/Doing All Right è un singolo del gruppo musicale britannico Queen, pubblicato il 14 febbraio 1974 come secondo estratto dal primo album in studio Queen.

## Descrizione

### Liar
Liar venne scritto da Freddie Mercury nel 1970 ma durante il suo sviluppo vide l'apporto di tutto il resto del gruppo. Fu proprio con Liar che nacque la regola che, secondo Mercury, chi avesse scritto le parole della canzone fosse l'effettivo autore del pezzo. Il riff iniziale di chitarra fu ricavato da Lover, una vecchia canzone dei Sour Milk Sea (formazione in cui militava Freddie Mercury prima che si unisse ai Queen), e poi riarrangiato per ottenere un suono migliore. Chris Chesney, chitarrista della precedente band in cui militava Mercury, i Sour Milk Sea, rivelò durante una sessione Q&A (in inglese Questions and Answers, domande e risposte) sul sito ufficiale dei Queen che:
Liar è considerato da molti uno dei brani più heavy metal della band; inizia con un assolo di batteria di Roger Taylor ed un lieve falsetto di Freddie Mercury (al minuto 1:25) e poi diviene man mano più violento, fino a terminare con una parte molto aggressiva nel canto, e chitarre in stile Led Zeppelin. È presente anche un inedito assolo di basso di John Deacon. Come confermato dalle partiture pubblicate dalla EMI, questa è una delle poche tracce dei Queen in cui è presente un organo Hammond.
Inizialmente, la canzone non fu molto apprezzata dal pubblico, ma durante il Sheer Heart Attack Tour venne prolungata fino a una durata di oltre 8 minuti per le forti richieste dei fan. Dopo essere stata per tanti anni trascurata nei concerti dei Queen, fece il suo ritorno in una versione più corta nel The Works Tour del 1984, mentre nel Magic Tour del 1986 ne venne usato solamente l'assolo iniziale come introduzione a Tear It Up.

### Doing All Right
Doing All Right  venne scritto da Brian May e Tim Staffell, bassista e cantante degli Smile; infatti il brano proveniva dal repertorio degli Smile, la band in cui militavano Brian May e Roger Taylor assieme a Staffell, prima di formare i Queen.

## Tracce
1. Liar (single edit) – 3:01
2. Doing All Right – 4:09

## Formazione
- Freddie Mercury - voce
- Brian May - chitarra elettrica e acustica, cori, pianoforte in Doing All Right
- John Deacon - basso, cori in Liar
- Roger Taylor - batteria, campanaccio, woodblock, cori